# Harry Grant Olds

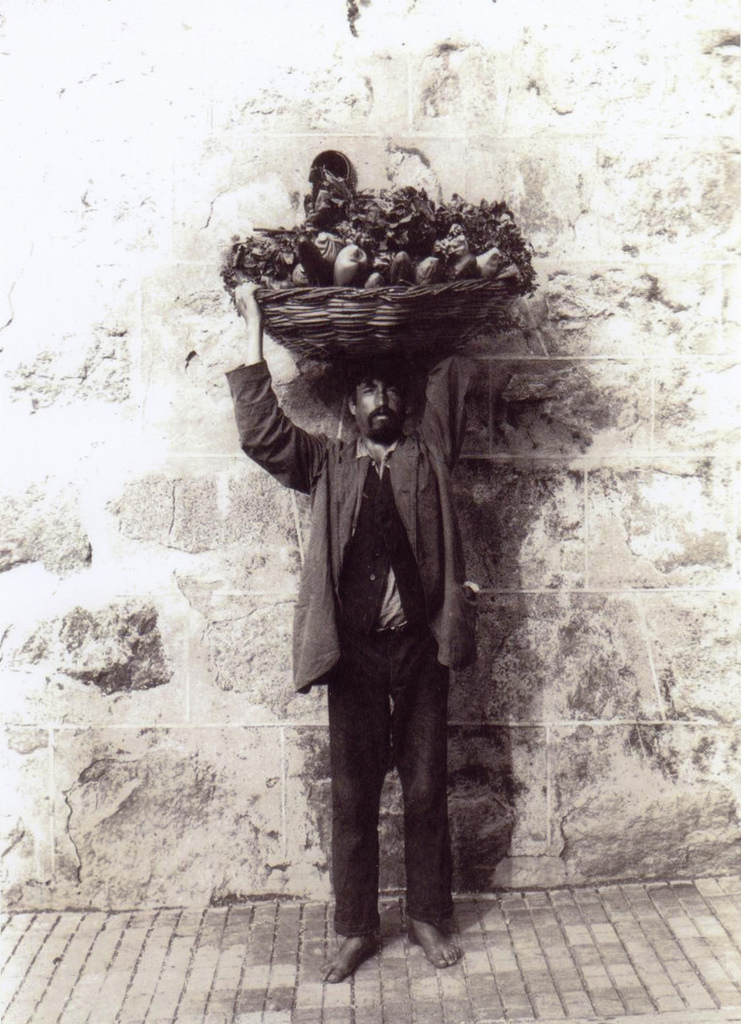
Zelinář z Valparaíso

Harry Grant Olds (1869, Sandusky County, Ohio – 1943, Buenos Aires) byl fotograf ze Spojených států, který emigroval do Jižní Ameriky za prací do Chile a Argentiny.

## Životopis
Narodil se v Sandusky County v Ohiu, kde začal svou kariéru fotografa ve studiu Bishop. V roce 1894 začal spolupracovat s Albertem Willmanem, se kterým otevřeli několik fotografických ateliérů.
Dne 1. června 1899 se Olds rozhodl odejít do Jižní Ameriky na palubě lodi Buffon. Během toho roku pořídil 176 snímků během své cesty z New Yorku do Buenos Aires na zmíněné lodi a z Montevideo do Valparaíso v Orcaně. Fotografoval v každém přístavu: Pernambuco, Bahia, Rio de Janeiro, Montevideo, Buenos Aires a Magellanův průliv; většina ze snímků byla zachována v kopiích 9x12 cm s číslovaným rukopisným indexem.

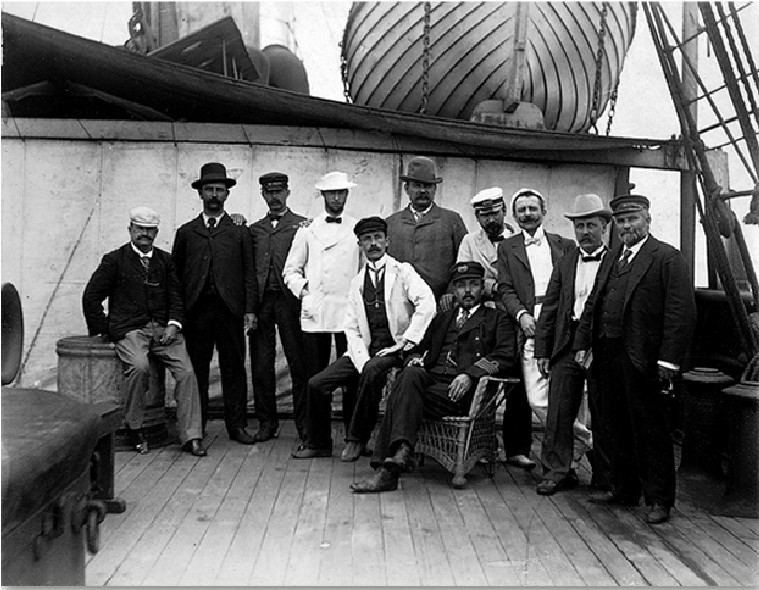
Olds na palubě lodi Buffon (sedící, v bílé bundě a čepici)

V hlavním chilském přístavu dostal Olds práci portrétního fotografa pro studio Obde W. Heffera. Na své cestě touto zemí pořídil četné snímky přístavu, z nichž se dnes zachovalo kolem čtyřiceti, i když kvůli číslování, které nesou, jich asi třináct zmizelo. Některé budovy, které fotografoval, například Teatro de la Victoria na stejnojmenném náměstí, byly zničeny během zemětřesení Valparaíso v roce 1906.
„Poté co byl frustrován z chilské zkušenosti, kdy pracoval jako zaměstnanec, se rozhodl založit vlastní komerční fotoateliér v argentinském hlavním městě a vyzkoušet své štěstí. Zpočátku s podporou svého strýce Johna Apthorpa, který mu půjčil peníze, aby se vybavil a usadil se. Do té doby se komerční fotografie, tj. dokumentární a reklamní, nevykonávala jako exkluzivní profesionální činnost v zemi, ale byla prováděna kromě portrétní fotografie,“ říká Luis Priamo.
Dne 5. srpna 1900 Olds pořídil své první negativy v ateliéru v Buenos Aires. Stal se průkopníkem jedinečném portrétního stylu. Podnikání v argentinském hlavním městě se ukázalo jako velmi dobré, takže místo návratu do Spojených států, jak původně plánoval, poslal pro svou přítelkyni do Mansfieldu Rebeccu Jane Rankovou, která dorazila 12. května a okamžitě se vzali.
V roce 1901 byl jmenován oficiálním fotografem Sociedad Rural Argentina, ve kterém vykonával první zaměstnání pro tuto instituci na výstavě hospodářských zvířat – pozici, kterou zastával až do roku 1916 a který mu přinesl uznání a spojení s rančery pro spolupráci budoucí.
Jeho fotografie památek a zvyků byly publikovány z velké části v časopisu La Ilustracion Sudamericana. Kromě toho se různí vydavatelé obrátili ke své velké obrazové bance, aby vydali pohlednice. Snímky pouličních prodejců, činžovní domy, pálení odpadků atd. Kniha vydaná v New Yorku v roce 1917 obsahuje více než dvě stě fotografií z provincií Córdoba a argentinského pobřeží.

## Galerie

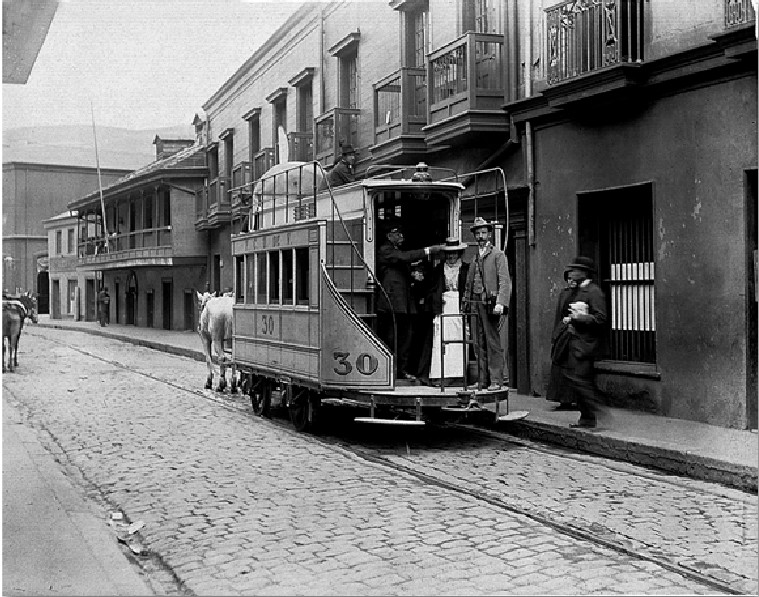
Valparaiso, 1899
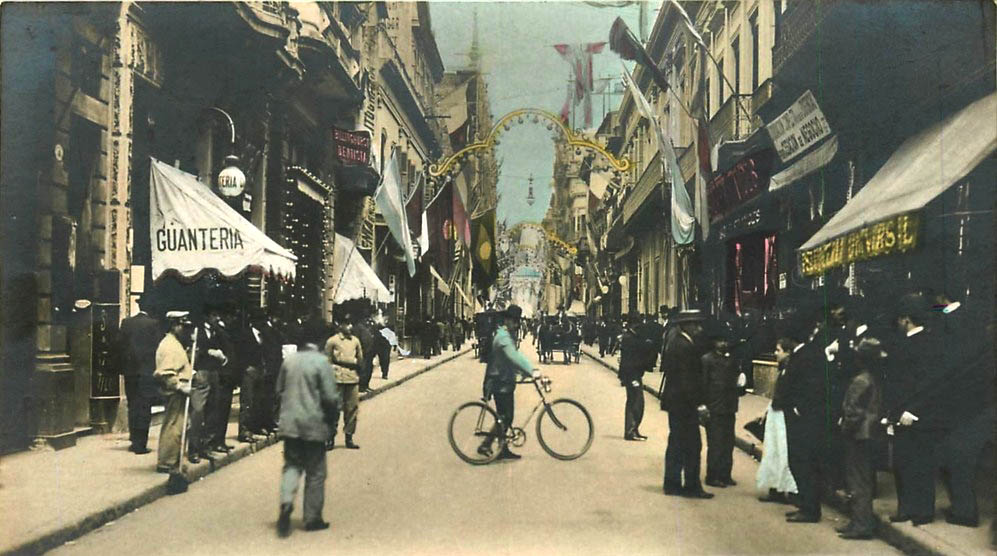
Calle Florida, 1910
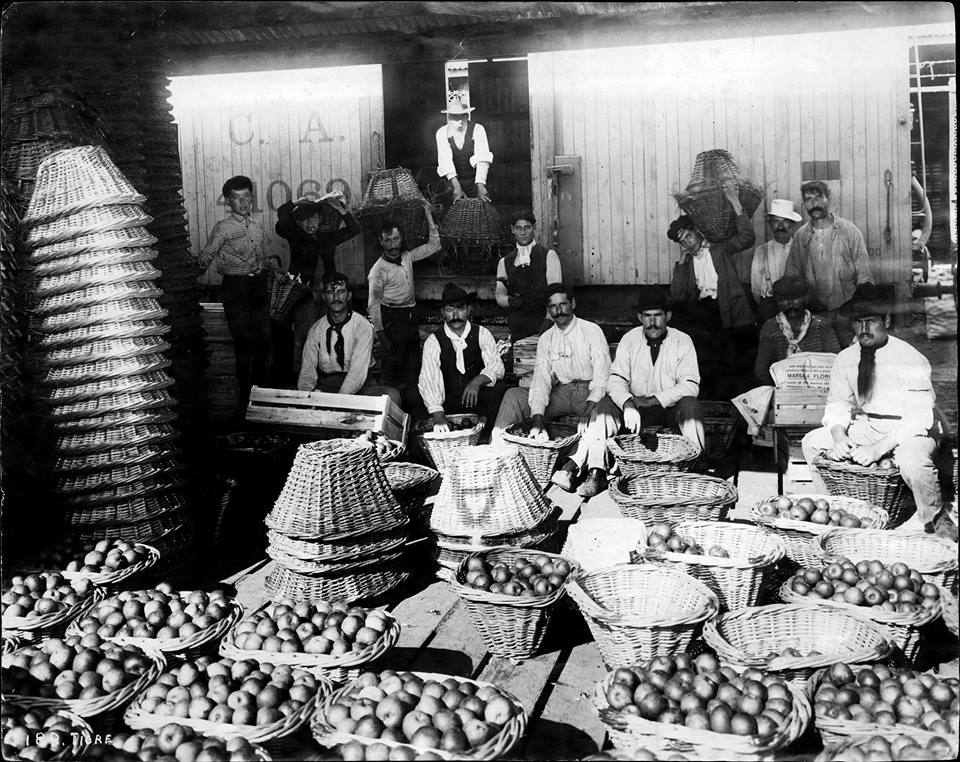
Ovocný trh, 1902
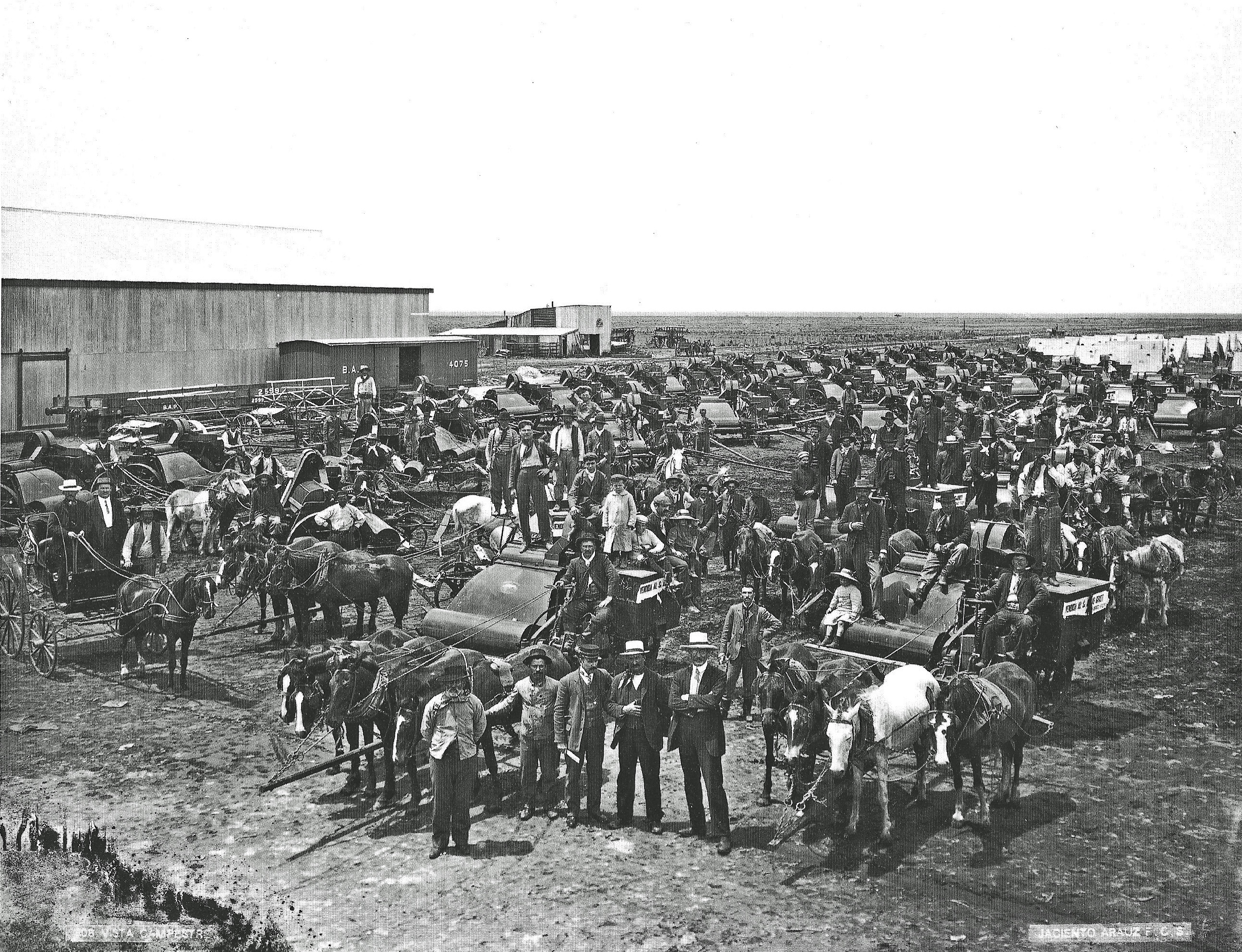
Recepce zemědělských strojů, Jacinto Aráuz, Hucal, provincie La Pampa, Argentina
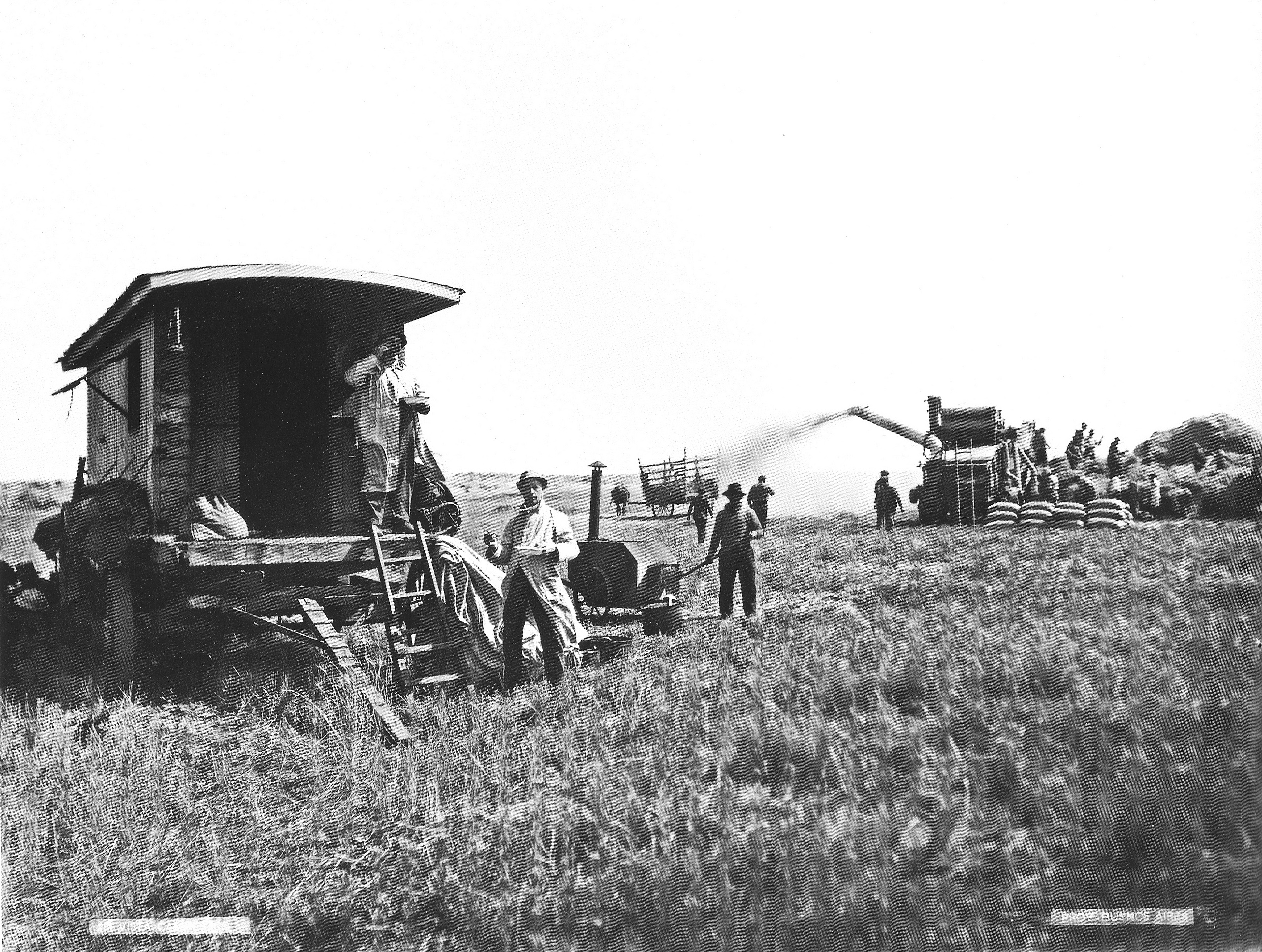
Sklizeň pšenice v provincii Buenos Aires, asi 1900
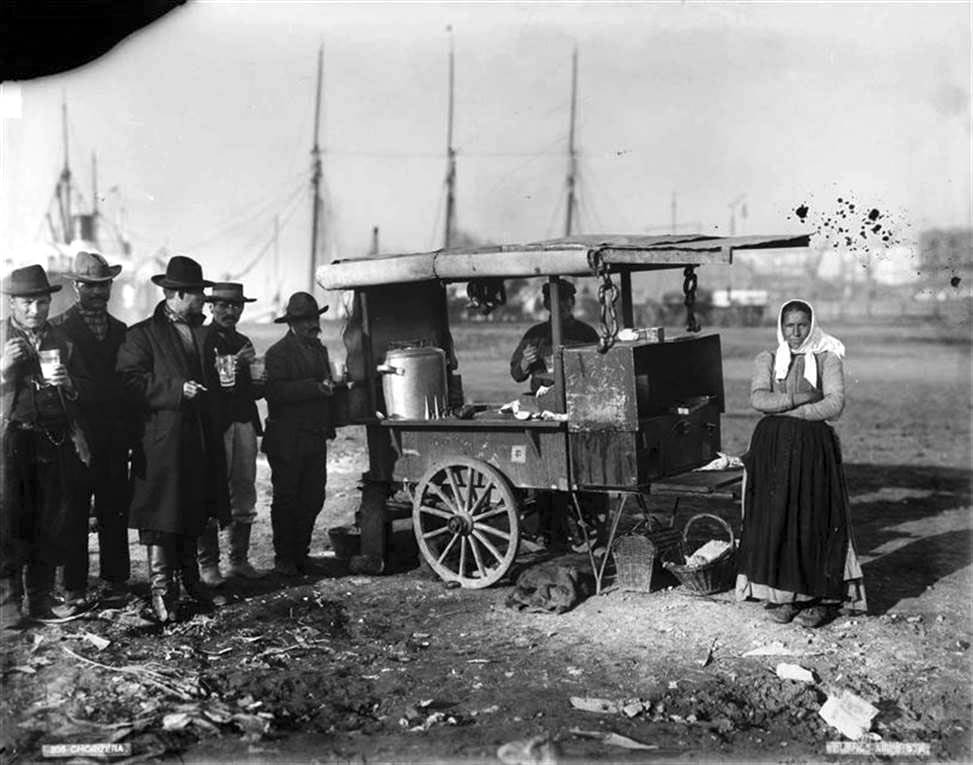
Potravinový vůz Choricera, který prodává sušený salám chorizo, Buenos Aires, Argentina, 1901